# Journal des débats
Journal des débats (fr. wym. [ʒuɾnalde deba]; dosł. dziennik debat) – gazeta francuska utworzona w czasie Rewolucji Francuskiej w 1789 roku.

## Historia
Początkowo ukazywała się jako główne źródło informacji o debatach Zgromadzenia Narodowego. Na życzenie Napoleona jej nazwa została zmieniona na „Journal de l’Empire” („Dziennik Cesarstwa”). Wraz z powrotem Burbonów w roku 1814 (Pierwsza Restauracja) zmieniono jej tytuł na „Journal des débats politiques et littéraires” (nazwa ta utrzymała się do 1864).
W okresie Restauracji i monarchii lipcowej popularność gazety była ogromna; dopiero pojawienie się masowej prasy Émile’a de Girardin w 1834 spowodowało, że zaczęła tracić na znaczeniu. Ukazywała się podczas okupacji Francji przez Niemcy, co spowodowało jej zamknięcie w 1944 wraz z wyzwoleniem Francji.

## Redaktorzy
- 1799–1842: Louis-François Bertin i Pierre Louis Bertin
- 1842–1854: Armand Bertin
- 1854–1871: Edmond Bertin

## Niektórzy znani współtwórcy pisma
- Louis Simon Auger
- Hector Berlioz (1835–1863)
- Castil-Blaze (1820–1832)
- Jean François Boissonade de Fontarabie
- François-René de Chateaubriand
- Charles-Marie de Féletz
- Julien Louis Geoffroy (1800–1814)
- Victor Hugo
- Jules Janin (1832–?)
- Conrad Malte-Brun
- Alfred Nettement
- Charles Nodier
- Édouard Rod (1857–1910)
- Eugène Sue (opublikował na jej łamach Tajemnice Paryża)